# A Filha
A Filha é um filme português realizado em 2003 por Solveig Nordlund. A estreia em Portugal foi a 25 de Abril de 2003.

## Elenco
- Nuno Melo - Ricardo
- Joana Bárcia - Sara
- Margarida Marinho - Cecília
- Cecília Guimarães - Maria
- João Cardoso - Alfredo
- Isabel Muñoz Cardoso - Irene
- Ana Zanatti - Professora de música
- Cláudio da Silva - Daniel
- Cristina Carvalhal - Agente da polícia
- Rita Só - Wanda
- Orlando Costa - Taxista
- Pedro Carraca - Bruno
- Gracinda Nave - Secretária
- Alexandre Falcão - Pai de Daniel
- Marco Delgado - Fotógrafo

## Prémios
- A Filha foi nomeado aos Globos de Ouro 2004 na categoria de Melhor Actriz para Joana Bárcia.